# Бузько Дмитро Іванович
Дмитро́ Іва́нович Бузько́ (1891, Новомиргород, Херсонська губернія — 14 листопада 1937, Одеса) — український письменник і поет, за «антидержавницькі» дії засланий до Сибіру царським урядом і розстріляний — радянським у добу розстріляного відродження.

## Життєпис
Дата народження невідома. Довгий час була невідома і справжня дата смерті. Народився в місті Новомиргород (колишня Херсонська губернія) у родині священника, що, як це не парадоксально, не вірив у бога. Внутрішній конфлікт у 1897 році, коли Дмитру було 6 років, привів його батька до самогубства, мати перебралася в глухе село в Миколаївській губернії, де спочатку працювала вчителькою, незабаром вдруге вийшла заміж.
Вчився в духовній школі, потім в Одеській духовній семінарії, де він як сирота з духівництва мав безкоштовне навчання і пансіонат (бурсу). Саме в Одесі на початку ХХ століття хлопець вивчив українську мову, захопився національними ідеями. 1904 року стає членом учнівського революційного гуртка. Вів пропагандистську діяльність, взяв участь в організації Всеросійського страйку семінаристів. 27 жовтня 1907 року Дмитра Бузька заарештувала поліція і він на чотири з половиною роки потрапляє до в'язниці й каторги, а в липні 1911 року — на заслання в Іркутську губернію. Перебуваючи в засланні, із мрією про втечу за кордон юнак вивчив англійську мову. 1912 року втік із заслання за кордон. Жив у Німеччині, Швейцарії, Італії, Бельгії, вступив в агрономічний інститут у бельгійському м. Жамблу (англ. Gembloux Agricultural University).
З початком Першої світової війни, в 1914 році, перебирається в Лондон, через рік — у Швецію і Данію, де продовжує навчання на сільськогосподарському факультеті Копенгагенського університету. А водночас працює в організації данської соціалістичної молоді, у гуртках революційної еміграції, вивчає німецьку, французьку, данську мови.
Будучи у Данії, Дмитро Бузько познайомився із своєю майбутньою дружиною, Галиною. Із спогадів їхньої доньки Олександри: «Олександра Дмитрівна починає розповідь. Народилась вона не під рідною солом'яною стріхою, а на далекій півночі — в Данії, у Копенгагені. Це тому, що батько, будучи політкаторжанином, втік із Сибіру із заслання. Мати втекла із в'язниці Вільнюса. Олександра Дмитрівна пам'ятає, як розповідала мати: їй друзі добули закордонний паспорт, переодягли, і коли втеча вдалась, вона приїхала в Данію. Тут, за кордоном, вона познайомилась з Дмитром Бузьком. Він навчався в сільськогосподарському інституті, готуючи себе до діяльності агронома. У молодої вродливої дівчини і майбутнього письменника було багато спільного: обоє ненавиділи царський уряд, в обох, попри юність, був уже певний стаж революційної роботи. Грянула перша світова війна. Обоє з хвилюванням стежили за подіями у Росії, і коли в 1915 році відбувся обмін військовополоненими, Дмитро Іванович Бузько скористався такою нагодою і разом з дружиною і дворічною донькою приїздить до Одеси.»

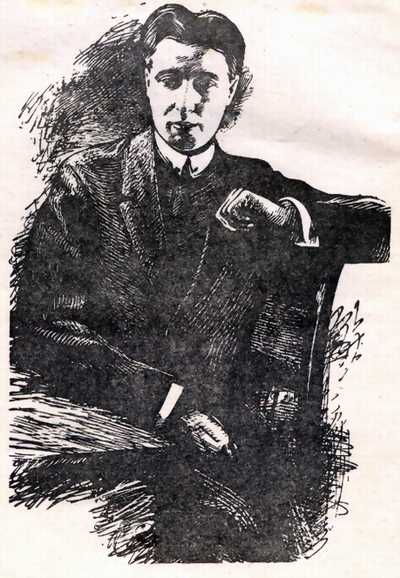
Дмитро Бузько

У Петрограді Бузько став членом Північного обласного комітету партії лівих есерів із групи «Земля і воля». Згодом на короткий час вирушає делегатом на фронт, звідти — в Одесу, де викладає в початковій школі.
У 1918 році Дмитро Бузько виходить з партії есерів і переїжджає в Київ, приєднується до Симона Петлюри і займає дипломатичну посаду в Міністерстві закордонних справ УНР. 1919 року Дмитро Бузько перебував у Данії як аташе з питань преси в дипломатичній місії Директорії УНР.
У 1919 році Галину Бузько було вбито на очах її маленької доньки Олександри. Так само із спогадів: «Моя мати мала професію майстрині-капелюшниці, приймала звідусіль замовлення. Це допомагало їй зустрічатись з багатьма людьми, які брали участь в пропаганді прогресивних ідей, розповсюдженні нелегальної літератури. А коли почалась Жовтнева революція, мати і батько були в гущі подій...  Молода Бузько працювала в жінвідділі, була пропагандистом, на партійній роботі. То були важкі часи. Чорносотенці кілька разів арештовували комуністку, ставили до стінки, та все кінчалось благополучно: виручали моряки. А одного разу, це було в 1919 році, партійна організація направила її в район німецьких колоністів. Вона мала провести бесіду, щоб куркулі давали хліб місту, робітникам, не гноїли його. Вона знала добре німецьку мову.
— Зрозумійте, — запально говорила жінка, — робітники голодують, завоювання революції під загрозою, ви повинні виконати наказ Голови Раднаркому Ульянова-Леніна, Інакше...
Та їй не дали продовжити. У відповідь пролунав постріл, і жінка впала на землю мертвою...
— Мені тоді було сім років, — згадує Олександра Дмитрівна. — Відправили мене до батькових родичів.»
Улітку 1919 року Дмитро Бузько склав свої повноваження дипломата й повернувся в Україну.
Улітку 1920 року Дмитра Бузька заарештовує особливий відділ 14-ої Червоної армії і засуджує до страти. Під загрозою розстрілу органи НК обіцяють звільнити його, доручивши, спокутуючи «провину», виконати «важливе завдання»: знайти і викрити ватажка Чорноморського козацького війська, організатора антибільшовицького повстанського руху на Одещині Семена Заболотного, який у 1920 році організовував широкомасштабний терор представників радянської влади і чекістів. Тоді в ролі уповноваженого Одеської губернської НК по Балтському повіту, під псевдонімом «Професор» (а у документах НК позначений як «Боско»), він погоджується на «полювання» на отамана. Таким чином, молодий письменник попадає у своєрідну екзистенційну пастку, яку, цілком очевидно, глибоко пережив, і його перший роман «Лісовий звір», написаний на основі цих подій і опублікований 1923-го року в журналі «Червоний шлях», очевидно, став наслідком психологічного звільнення від пережитого.
Згодом переїжджає в Харків, де поринає в літературну творчість і роботу в кіно. Працював редактором «Укркінофотооб'єднання» в Києві і Харкові. Був членом літературного об'єднання українських футуристів «Нова генерація» (1927–1931).
Другою дружиною Дмитра Бузька була акторка театру Наталія Ващенко (донька відомого педагога Ващенка Григорія Григоровича), з якою в них 12 жовтня 1935 року народився син Дорош Бузько.
16 липня 1937 року на загальних зборах Одеської організації Спілки письменників Дмитро Бузько у своєму виступі, висловлюючись про боротьбу за ідею й ідейні помилки, обмовився, що помилятися можуть усі, навіть сам «великий, мудрий Сталін»… На тих же самих зборах «за контрреволюційний виступ» його виключають зі Спілки письменників, а 20 жовтня Дмитро Бузько був арештований і звинувачений у тому, що «у 1918–1920 роках займав ряд посад у петлюрівських організаціях, був учасником націоналістичної організації, вів контрреволюційну агітацію на зборах письменників…».
1 листопада 1937 року трійка НКВС засудила письменника до найвищої кари, і через два тижні, 14 листопада, його розстріляли. Точна дата смерті письменника довго була невідома. Адже на основі «Свідоцтва про смерть», виданого в 1957 році після реабілітації Дмитра Бузька «за недоведеністю складу злочину», вважалося, що він помер 18 квітня 1943 року «від крупозного запалення легень». Лише на початку 90-х, після розсекречення архівів КДБ, стала відома справжня дата смерті письменника.

## Творчість
У 1924 році за сценарієм Дмитра Бузька, написаним на основі однойменної повісті, відзняли один з перших українських фільмів «Лісовий звір». Він також був співавтором кіносценаріїв до художніх фільмів «Макдональд» (1924) і «Тарас Шевченко» (1926).
Його автобіографічна повість «За ґратами» (1930) і соціально-історичний роман «Чайка» (1929) разом з повістю «Лісовий звір» є своєрідною автобіографічною трилогією. Дмитро Бузько також автор роману «Голяндія» (1929) про революційні перетворення в українському селі, хроніки «Смерть Івана Матвійовича» (1926), повістей «Домни» (1930), «З тайгового краю» (1931), «Нащадки хоробрих» (1933), «Ядвіга і Малка — поліські партизанки» (1936), збірки оповідань «На світанку» (складена у 1964).
Відразу ж після арешту як «ворога народу» його книги були вилучені з літературного обігу, і тільки в 1971 році київське видавництво «Дніпро» видало однотомник його обраних творів, а в 1991 — збірник із двох романів «Чайка» і «Голяндія».
В історії фантастики залишився єдиний науково-фантастичний твір Дмитра Бузька — роман «Кришталевий край» (1935), у якому автор розповідає про німецького ученого-хіміка Фріца Грубера, творця кришталево чистого скла з міцністю броні. Але цей винахід, як і сам винахідник, ледве не загинув у капіталістичній країні. І лише після переїзду Фріца Грубера в Радянський Союз ця технологія одержала належну оцінку, а через кілька десятків років СРСР перетворився на справжню кришталеву країну.

## Твори
- «Лісовий звір [Архівовано 20 вересня 2020 у Wayback Machine.]» (1923)
- «Льоля» (1925)
- «Смерть Івана Матвійовича» (1926)
- «Чайка» (1929)
- «Голяндія» (1929)
- «Про що розповіла ротаційка» (1929)
- «За ґратами» (1930)
- «Домни» (1930) [Архівовано 26 жовтня 2018 у Wayback Machine.]
- «З тайгового краю» (1931)
- «Нащадки хоробрих» (1933)
- «Кришталевий край» (1935)

### Видання
- «Ядвіга і Малка — поліські партизанки» (1936) [Архівовано 26 жовтня 2018 у Wayback Machine.]
- Кришталевий край: роман [Архівовано 26 жовтня 2018 у Wayback Machine.] — Київ: Держвидавлегпром, 1935. — 189 с.
- Хрустальный край: роман [Архівовано 26 жовтня 2018 у Wayback Machine.] — Харків: Держлітвидав, 1935. — 194 с.
- «На світанку» (збірка оповідань, 1964)
- Чайка. Голяндія — Київ: Дніпро, 1991. — 394 с.
- Лісовий звір. — Харків : Держ. вид-во України, 1924. — 159 с. – (Бібліотека українських письменників).
- Домни : повість. — Харків ; Київ : Літ. і мистецтво, 1932. – 176 с.